# Cynthia Dall
Cynthia Dall ur. Cynthia Loya (4 lipca 1955 - 5 kwietnia 2012) – amerykańska artystka, fotografka i muzyk stylu lo-fi. Wydała dwa autorskie albumy muzyczne - Untitled (1996) i Sound Restores Young Men (2002).